# FFA Cup
La Copa Australia (en inglés: Australia Cup) es una competición de fútbol organizada por la Federación de Fútbol de Australia que tuvo comienzo en 2014. Participan los 10 clubes de la A-League, que comienzan en treintaidosavos de final, y todos los equipos que compiten en las ligas regionales australianas.
Aunque la idea surgió en 2010, fue pospuesta en reiteradas ocasiones por la organización de la Copa Asiática 2015 y los derechos televisivos, aunque finalmente se decidió que la copa tuviera comienzo en la temporada 2014/15, aunque esto se adelantó por el máximo evento asiático. Significó el regreso de la copa doméstica en Australia desde la disolución de la NSL Cup en la época de la National Soccer League.
En la actualidad, y por las primeras tres temporadas el torneo estará patrocinado por el Grupo Westfield y por lo tanto oficialmente conocida como Westfield FFA Cup.

## Palmarés
| Temporada | Campeón                                                        | Resultado                                                      | Finalista                                                      | Sede de la final                                               |
| --------- | -------------------------------------------------------------- | -------------------------------------------------------------- | -------------------------------------------------------------- | -------------------------------------------------------------- |
| 2014      | Adelaida United                                                | 1 – 0                                                          | Perth Glory                                                    | Hindmarsh Stadium, Adelaida                                    |
| 2015      | Melbourne Victory                                              | 2 – 0                                                          | Perth Glory                                                    | AAMI Park, Melbourne                                           |
| 2016      | Melbourne City                                                 | 1 – 0                                                          | Sídney FC                                                      | AAMI Park, Melbourne                                           |
| 2017      | Sídney FC                                                      | 2 – 1                                                          | Adelaida United                                                | Sydney Football Stadium, Sídney                                |
| 2018      | Adelaida United                                                | 2 – 1                                                          | Sídney FC                                                      | Hindmarsh Stadium, Adelaida                                    |
| 2019      | Adelaida United                                                | 4 – 0                                                          | Melbourne City                                                 | Hindmarsh Stadium, Adelaida                                    |
| 2020      | Torneo cancelado debido a la pandemia de COVID-19 en Australia | Torneo cancelado debido a la pandemia de COVID-19 en Australia | Torneo cancelado debido a la pandemia de COVID-19 en Australia | Torneo cancelado debido a la pandemia de COVID-19 en Australia |
| 2021      | Melbourne Victory                                              | 2 – 1                                                          | Central Coast Mariners                                         | AAMI Park, Melbourne                                           |
| 2022      | Macarthur FC                                                   | 2 – 0                                                          | Sídney United 58                                               | Western Sydney Stadium, Sídney                                 |
| 2023      | Sídney FC                                                      | 3 – 1                                                          | Brisbane Roar                                                  | Sydney Football Stadium, Sídney                                |
| 2024      | Macarthur FC                                                   | 1 – 0                                                          | Melbourne Victory                                              | AAMI Park, Melbourne                                           |

## Títulos por club
| Club                   | Campeón | Años campeón     | Subcampeón | Años subcampeón |
| ---------------------- | ------- | ---------------- | ---------- | --------------- |
| Adelaida United        | 3       | 2014, 2018, 2019 | 1          | 2017            |
| Sídney FC              | 2       | 2017, 2023       | 2          | 2016, 2018      |
| Melbourne Victory      | 2       | 2015, 2021       | 1          | 2024            |
| Macarthur FC           | 2       | 2022, 2024       | –          | –               |
| Melbourne City         | 1       | 2016             | 1          | 2019            |
| Perth Glory            | –       | –                | 2          | 2014, 2015      |
| Central Coast Mariners | –       | –                | 1          | 2021            |
| Sídney United 58       | –       | –                | 1          | 2022            |
| Brisbane Roar          | –       | –                | 1          | 2023            |

## Entrenadores campeones
| 2014 | Adelaida United   | Josep Gombau      |                  |                  |
| 2015 | Melbourne Victory | Kevin Muscat      |                  |                  |
| 2016 | Melbourne City    | John van 't Schip |                  |                  |
| 2017 | Sídney FC         | Graham Arnold     |                  |                  |
| 2018 | Adelaida United   | Marco Kurz        |                  |                  |
| 2019 | Adelaida United   | Gertjan Verbeek   |                  |                  |
| 2020 | Torneo cancelado  | Torneo cancelado  | Torneo cancelado | Torneo cancelado |
| 2021 | Melbourne Victory | Tony Popovic      |                  |                  |
| 2022 | Macarthur FC      | Dwight Yorke      |                  |                  |
| 2023 | Sídney FC         | Steve Corica      |                  |                  |
| 2024 | Macarthur FC      | Mile Sterjovski   |                  |                  |